# Chocień
Chocień – kolonia w Polsce położona w województwie zachodniopomorskim, w powiecie myśliborskim, w gminie Nowogródek Pomorski.
W 2002 r. kolonia miała 46 mieszkańców.
W latach 1975–1998 miejscowość administracyjnie należała do województwa gorzowskiego.